# Bălteni (Olt)
Bălteni is een Roemeense gemeente in het district Olt.
Bălteni telt 1972 inwoners.